# 亞比央

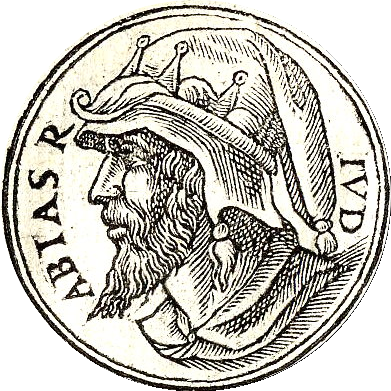
亞比央

亞比央（希伯來語：אבים，前950年—前911年），天主教譯為阿彼雅，是古代中東國家南猶大王國的第ㄧ任君主。他的父親是羅波安（《列王紀上》第14章第31节参）。

## 以色列的分裂
前任君主为统一的以色列的国王羅波安，由于羅波安没跟隨其父所罗门王的政策採納了年輕臣子的意見，向以色列人征收更多稅收，導致了以色列王國的分裂。国家分裂为南北两国，分裂后的南国首都继续在耶路撒冷，历史上被称为犹大国，南部由犹大支派，便雅悯支派组成；而北部由剩下的10个支派联合而成，建立了新的以色列国，建都于撒马利亚。

## 登年早期
亞比央在位的年期，目前歷史上有兩種講法：
1. 費毅榮（英语：Edwin R. Thiele）認為是從前913年到前911年；
2. 威廉·奧爾布賴特（英语：William F. Albright）認為是從前915年到前913年。

## 聖經相關章節
- 《列王紀上》第15章:1-8節
- 《歷代志下》第13章